# Xtra Mile Recordings
Xtra Mile Recordings is een Brits onafhankelijk platenlabel dat door Charlie Caplowe in 2003 in Londen werd opgericht.
Op 8 augustus 2011 kreeg het label een zware klap te verduren toen het pakhuis waar de muziek was opgeslagen tijdens ongeregeldheden in brand werd gestoken.

## Artiesten
Een lijst van artiesten die muziek bij het label uit lieten brengen:
| - Against Me! - Algiers - Beans on Toast - Ben Marwood - Billy Pettinger - Cheap Girls - Chris T-T - Crazy Arm - Dive Dive - Far - Fighting Fiction - Frank Turner - Glossary - God Fires Man - Half Noise - Jim Lockey and the Solemn Sun - Jonah Matranga - Joshua English - The Justice Force 5 | - Lights.Action! - The Maybes? - Möngöl Hörde - Northcote - Oxygen Thief - The Retrospective Soundtrack Players - Rob Lynch - Rotary Ten - A Silent Film - Skinny Lister - Sonic Boom Six - Sonicflyer - Stapleton - Straight Lines - Sucioperro - To Kill a King - Will Varley - The Xcerts |